# Filipa Armenska
Filipa Armenska je bila bizantska carica.
Rođena je 1183. godine kao kći princa Rubena III. Armenskog i njegove supruge, princeze Izabele Toronske. Filipina je starija sestra bila Alisa Armenska. 
Ruben je umro 1186. te ga je naslijedio brat Leon I., kojeg se danas smatra dosta pravičnim čovjekom i sposobnim vladarom. On je postao kralj Armenije.
3. veljače 1189. ili 1190. Filipa je zaručena za plemića Šahanšaha, za kojeg se i udala, ali je on ubijen te brak najvjerojatnije nije konzumiran s obzirom na Filipinu dob. Navodno je Leon naredio ubojstvo.
31. siječnja 1198. ili 1199. Filipa je zaručena za plemića Oshina od Lamprona, najstarijeg sina lorda Hathuma od Lamprona. Do braka nikada nije došlo, a razlog je nepoznat.
Međutim, Filipa se uspjela udati još jedanput – 24. studenog 1214. Filipa se udala za bizantskog cara Teodora I. Laskarisa. Iduće je godine rođen njihov sin, vojvoda Konstantin.
Međutim, 1216. Teodor je dao poništiti brak. Pravi je razlog nepoznat, ali se Filipa, čije se ime grčkog podrijetla savršeno uklopilo u Bizantsko Carstvo, vratila stricu Leonu.
Filipina je sestrična bila Izabela, koja je naslijedila svoga oca Leona.
Nije poznato kad je Filipa umrla.